# Cantó de Bèumont de Lomanha
El cantó de Bèumont de Lomanha és un cantó francès del departament de Tarn i Garona, situat al districte de Los Sarrasins. Té 18 municipis i el cap és Bèumont de Lomanha.

## Municipis
- Autariba
- Bèthvéser
- Le Cause
- Cucmont
- Escasaus
- Esparsac
- Fadoàs
- Garièrs
- Gimat
- Glatens
- Gohans
- La Mòta de Cucmont
- L'Arraset
- Marinhac
- Maubèc
- Serinhac
- Vigaron
- Bèumont de Lomanha

## Història
| Data d'elecció                           | Identitat        | Partit | Qualitat |
| ---------------------------------------- | ---------------- | ------ | -------- |
| 1985-1992                                | Henri Fontagnère | PS     |          |
| 1992-1998                                | Guy Doumayrou    | RPR    |          |
| 1998-2004                                | Faustin Llido    | RPR    |          |
| 2004-                                    | Odé Guirbal      | PS     |          |
| les dades anteriors no són pas conegudes |                  |        |          |
|                                          |                  |        |          |